# Palacete Pagani
Palacete Pagani é um estabelecimento comercial e residencial histórico de Bauru. O local foi tombado pelo Conselho de Defesa do Patrimônio Cultural de Bauru, em 2003.
O tombamento deu-se pela importância do bem cultural na representação do estilo eclético, comum na Rua Batista de Carvalho, onde se localiza o palacete. Há aliás várias construções desse estilo nesta que era a rua mais rica da cidade. Os detalhes da fachada do palacete indicam a pujança de seus proprietários, quatro irmãos da família Pagani.
O palacete é também um exemplo de construção híbrida do período, pois na parte de baixo havia um comércio e, na de cima, o espaço era de uso residencial. Esse tipo de construção foi típico no Estado de São Paulo dos anos 1930.
A data de construção é 1929.
Em 2014, o estado de conservação deste bem cultural foi avaliado como bom, sem a presença de descaracterizações.